# Girard (Illinois)
Girard es una ciudad ubicada en el condado de Macoupin en el estado estadounidense de Illinois. En el Censo de 2010 tenía una población de 2103 habitantes y una densidad poblacional de 868,42 personas por km².

## Geografía
Girard se encuentra ubicada en las coordenadas 39°26′48″N 89°46′55″O / 39.44667, -89.78194. Según la Oficina del Censo de los Estados Unidos, Girard tiene una superficie total de 2.42 km², de la cual 2.42 km² corresponden a tierra firme y (0%) 0 km² es agua.

## Demografía
Según el censo de 2010, había 2103 personas residiendo en Girard. La densidad de población era de 868,42 hab./km². De los 2103 habitantes, Girard estaba compuesto por el 98.34% blancos, el 0.14% eran afroamericanos, el 0.33% eran amerindios, el 0.24% eran asiáticos, el 0% eran isleños del Pacífico, el 0.14% eran de otras razas y el 0.81% pertenecían a dos o más razas. Del total de la población el 1.28% eran hispanos o latinos de cualquier raza.